# Actinorhytis
Actinorhytis é um género botânico pertencente à família Arecaceae.
Estas palmeiras são endêmicas de Nova Guiné e das Ilhas Salomão; florescem nas terras baixas de bosques tropicais desde o nível do mar até 1.000 msnm.

## Espécies
O gênero apresenta uma única espécie:
- Actinorhytis calapparia (Blume) H.Wendl. & Drude ex Scheff.

## Sinonímia
- Areca calapparia Blume (1843).
- Seaforthia calapparia (Blume) Mart. (1849).
- Ptychosperma calapparia (Blume) Miq. (1855).
- Pinanga calapparia (Blume) H.Wendl. (1878).
- Areca cocoides Griff. (1845).
- Actinorhytis poamau Becc. (1914).